# Jonnekeri, Aurad
Jonnekeri là một làng thuộc tehsil Aurad, huyện Bidar, bang Karnataka, Ấn Độ.